# Pellofa
La pellofa (in catalano letteralmente buccia, lamina) era una moneta di ottone o di rame, coniata in un solo conio, su una lamina metallo sottile, in modo tale che l'incisione su una faccia veniva invertita in incuso anche sull'altro lato.
Furono emesse, in particolare nel secolo XV, soprattutto dalle comunità ecclesiastiche.
A volte erano chiamate con questo termine anche le monete incuse emesse dalle municipalità.